# 陰陽魔界 (2019年電視劇)
《陰陽魔界》（英語：The Twilight Zone）是一部單元劇形式的美國劇情類影集，基於1959年羅德·塞林創作的同名電視劇進行改編。於2019年4月1日在CBS All Access播出。
喬登·皮爾擔任節目主持，主演包括庫梅爾·南賈尼、崔西·摩根、亞當·史考特、克里斯·達瑪托普拉斯、桑娜·萊瑟、戴森·伊德里斯、格倫·弗萊舍爾、史蒂夫·哈里斯、史蒂文·連、格雷戈·金尼爾、趙約翰、艾莉森·托爾曼、雅各·特倫布雷、傑西卡·威廉姆斯、泰莎·法蜜嘉、伊克·巴里霍爾茨、吉妮佛·古德溫、詹姆士·弗萊恩、扎布麗娜·格瓦拉、克里斯·奧多德、艾米·蘭德克以及塞斯·羅根等。
2019年4月29日，CBS公開已續訂影集第二季，計劃於2020年6月25日一次性播出。2021年2月，本劇在第二季後被取消。

## 製作

### 開發
2012年12月19日，布萊恩·辛格與CBS電視工作室達成協議，將第三次重啟《陰陽魔界》的製作，並擔任執行製作人。但是這一消息公佈之時，編劇人選沒有確定，而且未與系列開創者羅德·塞林取得共識。2013年3月7日，有報道稱有編劇正在協商這一電視劇項目。2016年，賽門·金柏格和克雷格·斯威尼已經加入製作團隊，CBS開始考量是否將這個項目賣出到其他電視網或在線流媒體平台，抑或收入自家的CBS All Access平台上。之後，賽門·金柏格離開了這個電視項目去執導電影《X戰警：黑鳳凰》，布萊恩·辛格和克雷格·斯威尼隨後也退出了製作團隊。
2017年11月2日，CBS宣佈為自家流媒體平台CBS All Access重新開發這個電視項目，喬登·皮爾作為執行製作人。12月6日，CBS宣佈預定該電視劇。喬登·皮爾、馬可·拉米雷斯與賽門·金柏格、溫·羅森菲爾德、奧德麗·錢恩、卡羅爾·塞林和瑞克·伯格成為執行製片人。製作公司包括CBS電視工作室、猴爪製作公司以及Genre Films。
2018年8月6日，第一季被確認共有10集。電視製作組已經為編劇們建立了創作室，第一季的各個故事的劇本和綱要已經完成。本劇預計不會有正式的主理人，但導演格雷格·艾坦尼斯將負責監督劇集之間的連續性。9月20日，報道稱喬登·皮爾除了擔任執行製作人之外，還會負責劇中的旁白。10月2日，劇集的宣傳影片顯示傑拉德·麥克穆雷將執導其中一集。11月15日，有報道顯示亞歷克斯·魯本斯將為其中一集撰寫劇本。
2019年4月29日，CBS預訂劇集第二季。

### 選角
2018年10月，桑娜·萊瑟和亞當·史考特確認客串出演本劇。桑娜·萊瑟出演《重播》，亞當·史考特則出演1963年播出的《兩萬呎驚魂》的重製集《三萬呎驚魂》。11月15日，庫梅爾·南賈尼確認將客串出演。12月3日，趙約翰、艾莉森·托爾曼、雅各·特倫布雷和艾莉卡·特倫布雷萊確認客串出演《神童》一集。同月中旬，史蒂文·連和格雷戈·金尼爾確認客串出演《一名·旅人》一集。
2019年1月14日，報道稱德汪達·懷斯、傑西卡·威廉姆斯、露欣達·戴澤克、傑佛遜·懷特和喬納森·懷特賽爾將客串出演其中一集，泰莎·法蜜嘉、蕾亞·塞洪、盧克·科比、伊克·巴里霍爾茨和珀西·海恩斯·懷特將共同客串另外一集。2月7日，報道稱吉妮佛·古德溫、詹姆士·弗萊恩和扎布麗娜·格瓦拉將客串出演《原點》。第二支預告片顯示崔西·摩根、格倫·弗萊舍爾和克里斯·達瑪托普拉斯將客串出演，崔西·摩根將與庫梅爾·南賈尼出現在《喜劇演員》一集中，格倫·弗萊舍爾出演《重播》，克里斯·達瑪托普拉斯出演《三萬呎驚魂》。劇集的官方推特透露塞斯·羅根亦將出演一集。3月8日，報道稱薩琪·畢茲和貝蒂·加百列將出演其中一集，克里斯·奧多德和艾米·蘭德克出演《藍蝎子》。3月28日，報道稱戴森·伊德里斯出演《重播》。

### 拍攝
在加拿大不列顛哥倫比亞省溫哥華的主體拍攝始於2018年10月1日，2019年3月20日完成拍攝。

## 劇集
| 季數 | 集数 | 集数 | 上線日期      | 上線日期      |
| 季數 | 集数 | 集数 | 首映          | 季终          |
| ---- | ---- | ---- | ------------- | ------------- |
| 1    | 10   | 10   | 2019年4月1日  | 2019年5月30日 |
| 2    | 10   | 10   | 2020年6月25日 | 2020年6月25日 |

### 第一季（2019年）
| 總集數 | 集數 | 標題 | 譯名         | 導演                 | 編劇 | 上線日期      |
| --- | ---- | ---- | ------------ | -------------------- | --- | ------------- |
| 1 | 1    |      | 喜劇演員     | 歐文·哈里斯          | 亞歷克斯·魯本斯 | 2019年4月1日  |
| 薩米爾·瓦桑是一名事業遭遇瓶頸的獨角喜劇演員，一天在結束觀眾依舊冷場的表演之後，遇到了他的偶像J·C·惠勒，惠勒建議他以後多用自己的私人生活作為喜劇素材。下一場表演中，瓦桑拿自己養的小狗作為笑料，獲得了觀眾的陣陣笑聲。回家之後發現小狗失蹤了，而且周圍的所有人完全不記得小狗的存在。他意識到用來取笑的事物會徹底消失，就像從來沒有出現過一樣。他無意中以女友瑞娜的小外甥為表演素材，使得他徹底消失。此後，他開始讓自己討厭的人陸續消失。在對女友瑞娜事業上的導師有所不滿並將他同樣消失之後，瑞娜從一名成功的律師變成了餐廳服務員，並與他分手。瓦桑開始自暴自棄，濫用他的這項能力，他讓自己的競爭對手迪迪消失。瑞娜發現了瓦桑記滿人名的日記本，並在他表演時指責他以取笑他人為樂。意識到自己變成一個自私的怪胎，瓦桑決定把自己作為表演素材。他徹底消失後，因他消失的其他所有人全部回歸正常。瑞娜和她的外甥看完迪迪的表演並稱讚了她，他們離開酒吧之後，迪迪遇到J·C·惠勒，詢問他是否有幫助自己提高演出效果的建議。 主演：庫梅爾·南賈尼、阿馬拉·卡蘭、迪亞拉·基爾帕特里克（Diarra Kilpatrick）、瑞安·羅賓斯、崔西·摩根 |      |      |              |                      | |               |
| 2 | 2    |      | 三萬呎驚魂   | 格雷格·艾坦尼斯      | 劇本創作 ：賽門·金柏格、喬登·皮爾和馬可·拉米雷斯 故事構思 ：馬可·拉米雷斯 改編自 ：《兩萬呎驚魂》（李察·麥森編劇） | 2019年4月1日  |
| 賈斯汀·桑德森是一名調查記者，患有創傷後遺症。在搭乘航班飛往以色列特拉維夫的途中，他在座位上發現一個MP3播放器，裡面正在播放一個由羅德曼·愛德華茲主持的名為《神秘》（法語：Énigmatique）的播客。賈斯汀聽後很快發現播客內容能夠準確地描述機艙內發生的事情，並預測飛機將在一小時後墜毀，他開始感到不安。賈斯汀嘗試依照播客中提供的線索來避免災難，但是他的幾次嘗試使得空乘人員和乘客煩躁不安。在他求助服務人員無果之後，賈斯汀遇到名叫喬·博蒙特的同行乘客。喬自稱曾經是飛行員，賈斯汀覺得他是唯一能夠信賴的人。眼看預測墜機發生的時間就要到來，賈斯汀和喬決定當機立斷，讓喬進入駕駛艙代替飛行員，他表示會將飛機迫降到加拿大。但是在他們成功之後，賈斯汀發現喬才是因為生活不如意而計劃墜機的人。飛機墜落到一座島嶼的岸邊。正如播客中繼續說到的一樣，機上除了賈斯汀以外的所有人倖免於難，而賈斯汀卻不知所終。原來是所有的倖存者合謀殺死了賈斯汀，因為正是由於他想方設法地避免飛機失事，才諷刺地造成眾人遭此大難。 主演：亞當·史考特、克里斯·達瑪托普拉斯、丹·卡林、凱蒂·芬德利、尼古拉斯·利亞                    |      |      |              |                      | |               |
| 3 | 3    |      | 重播         | 傑拉德·麥克穆雷      | 故事構思 ：塞爾溫·塞弗·海因茲 改編自 ：《倒帶》（詹姆斯·克羅克編劇）                                               | 2019年4月11日 |
| 妮娜·哈里森是一位單身媽媽，正在送剛入大學的兒子多里安去學校的途中。中途在路邊餐廳用餐時，她發現父親留下的舊錄影機具有逆轉時間的能力。當她按下倒帶鍵之後，時光倒流，只有她自己意識到這點。母子倆開車上路後，具有種族歧視思想的騎警萊斯基因超速迫使他們停靠。在雙方即將發生暴力衝突之前，妮娜按下倒帶鍵。這次妮娜看到騎警後主動靠邊停車，但萊斯基堅稱他們違規，打算拘捕他們。尼娜多次嘗試逆轉時間，始終無法擺脫萊斯基，最終結果均是萊斯基傷害或槍殺多里安。妮娜迫不得已，求助於關係疏遠的哥哥尼爾。他相信妹妹的經歷，並協助她將多里安送入學校。萊斯基帶著一群州警追來，妮娜、尼爾和學生們團結一致地站了出來，促使萊斯基離開。十年後，多里安的女兒不小心摔壞了舊錄影機，多里安安慰母親可以把這件事放下了。 主演：桑娜·萊瑟、戴森·伊德里斯、格倫·弗萊舍爾、史蒂夫·哈里斯 |      |      |              |                      | |               |
| 4 | 4    |      | 一名·旅人    | 安娜·莉莉·阿米普爾   | 格倫·摩根 | 2019年4月18日 |
| 為了滿足萊恩·潘德頓警監在聖誕節派對上完成傳統的赦免一名囚徒的儀式，阿拉斯加一名警察尤佳·蒙格亞克逮捕了哥哥傑克。當儀式準備進行時，尤佳發現監獄裡關押著另一名神秘犯人，他自稱名叫「一名·旅人」，來自加利福尼亞州的終極旅行者，同時是知名的YouTuber，被潘德頓的赦免儀式吸引而來到此處。旅人起初友好的態度獲得潘德頓的好感，潘德頓宣佈赦免了他。尤佳對此保持懷疑，經過一番調查仍未得知他如何進入監獄。旅人在派對上說出在場每人的隱秘信息之後，使得聚會不歡而散。潘德頓決定將他重新關進監獄，旅人稱潘德頓私下將軍事情報出賣給俄羅斯。在潘德頓前去查看空軍基地的供電設施安全之際，旅人告訴尤佳，當他的「同伴」接管這裡之後，尤佳將接替潘德頓成為新警監。尤佳最終衝出去阻攔住潘德頓，他們目睹多架UFO從天而降。仍在監獄裡的傑克與顯出外星人形態的旅人共享一塊餡餅，並且表示由他們掌管這裡會更好。 主演：史蒂文·連、瑪麗卡·西拉（Marika Sila）、帕特里克·加拉格爾、埃里克·肯利賽德、安德魯·卡瓦達斯、蓋爾·莫里斯（Gail Maurice）、格雷戈·金尼爾                                                                                |      |      |              |                      | |               |
| 5 | 5    |      | 神童         | 理查德·謝潑德        | 安德魯·古斯特 | 2019年4月25日 |
| 拉弗·漢克斯是一名競選經理，他和同伴摩拉未能幫助詹姆斯·史蒂文斯連任成功，他的職業生涯也就此斷送。幾年後，他在酒吧看到11歲男孩奧利弗·弗利宣佈競選總統的新聞。拉弗看到機會，到奧利弗家說服他的父母。拉弗成功幫助奧利弗參加黨內提名辯論會，但是奧利弗面對提問驚慌失措，被眾人視為笑柄。事後，奧利弗稱自己的愛狗死於癌症，拉弗得知之後，決定競選主題圍繞家庭主題展開。他們贏下愛荷華州，繼而贏得總統大選，奧利弗的母親成為副總統。奧利弗接管白宮後恣意妄為，拉弗為此後悔不已。奧利弗感到拉弗開始質疑自己，稱他犯有「叛國」，謊報他身懷手槍，使得身邊保鏢對拉弗開槍。由於奧利弗通過了一項禁止年齡大的公民擔當醫生的法律，搶救拉弗的主刀醫生是一個不耐煩的孩子。 主演：趙約翰、雅各·特倫布雷、艾莉森·托爾曼、金伯利·薩斯塔德（Kimberley Sustad）、萊恩·愛德華茲（Lane Edwards）、艾莉卡·特倫布萊（Erica Tremblay）、約翰·拉羅凱特 |      |      |              |                      | |               |
| 6 | 6    |      | 六自由度     | 雅各布·維爾布魯根    | 希瑟·安妮·坎貝爾和格倫·摩根                                                                                        | 2019年5月2日  |
| 主演：德汪達·懷斯、傑西卡·威廉姆斯、傑佛遜·懷特、露欣達·戴澤克、喬納森·懷特賽爾 |      |      |              |                      | |               |
| 7 | 7    |      | 并非所有男人 | 克里斯蒂娜·喬        | 希瑟·安妮·坎貝爾                                                                                                   | 2019年5月9日  |
| 主演：泰莎·法蜜嘉、盧克·科比、蕾亞·塞洪、伊克·巴里霍爾茨、珀西·海恩斯·懷特 |      |      |              |                      | |               |
| 8 | 8    |      | 源點         | 馬蒂亞斯·亨德爾      | 約翰·格里芬 | 2019年5月16日 |
| 9 | 9    |      |              | 克雷格·威廉·麥克尼爾 | 格倫·摩根 | 2019年5月23日 |
| 10 | 10   |      | 模糊男子     | 賽門·金柏格          | 亞歷克斯·魯本斯 | 2019年5月30日 |

### 第二季（2020年）
| 總集數 | 集數 | 標題 | 譯名   | 導演                       | 編劇                           | 上線日期      |
| ------ | ---- | ---- | ------ | -------------------------- | ------------------------------ | ------------- |
| 11     | 1    |      | 待公佈 | 馬蒂亞斯·亨德爾            | 艾米麗·C·張＆薩拉·阿米尼       | 2020年6月25日 |
| 12     | 2    |      | 待公佈 | 賈迪·迪拉德                | 喬登·皮爾                      | 2020年6月25日 |
| 13     | 3    |      | 待公佈 | 彼得·阿滕西奧              | 溫·羅森菲爾德                  | 2020年6月25日 |
| 14     | 4    |      | 待公佈 | 安娜·莉莉·阿米普爾         | 艾米麗·C·張＆薩拉·阿米尼       | 2020年6月25日 |
| 15     | 5    |      | 待公佈 | 塔雅麗莎·坡                | 希瑟·安妮·坎貝爾               | 2020年6月25日 |
| 16     | 6    |      | 待公佈 | 賈斯汀·本森＆亞倫·摩爾黑德 | 格倫·摩根                      | 2020年6月25日 |
| 17     | 7    |      | 待公佈 | 克莉絲汀·崔                | 亞歷克斯·魯本斯                | 2020年6月25日 |
| 18     | 8    |      | 待公佈 | 阿隆索·阿爾瓦雷斯-巴雷達   | 史蒂文·巴恩斯＆塔納納里夫·杜因 | 2020年6月25日 |
| 19     | 9    |      | 待公佈 | 珍妮弗·麥克高恩            | 亞歷克斯·魯本斯                | 2020年6月25日 |
| 20     | 10   |      | 待公佈 | 奧茲·珀金斯                | 奧茲·珀金斯                    | 2020年6月25日 |

## 迴響

《陰陽魔界》第一季先行海報

《陰陽魔界》獲得了中等好評。在影視匯總點評網站爛番茄上，《陰陽魔界》獲得了76%的新鮮度，7.53/10分（68位劇評人）。該網站的關鍵共識寫道：「重啟版的《陰陽魔界》延續了羅德·塞林的成功秘訣，繼續探索發生在現代社會中的奇異故事，喬登·皮爾和他出色的同事們創造出一面發人深省、刺痛內心的展示櫥窗。」《陰陽魔界》在Metacritic網站上獲得了「一般好評」，61/100分（35位劇評人）。

## 宣傳與發行
2019年1月30日，劇集在電視評論家協會年度冬季媒體見面會上宣佈於2019年4月1日首播兩集，餘下劇集將於2019年4月11日起每週播出一集 。第二季於2020年6月25日一次性播出。

### 市場營銷
2019年2月3日，劇集在第五十三屆超級盃中場期間播出了第一支先行預告片，片中劇集主理人喬登·皮爾置身於空蕩的梅賽德斯-賓士體育場，仿佛中斷了正在進行的橄欖球賽。2月21日，劇集公佈了第二支預告片。

### 影碟發行
| 季數 | 季數 | 集數 | DVD發行日期   | DVD發行日期 | DVD發行日期   | 藍光影碟發行日期 | 藍光影碟發行日期 |
| 季數 | 季數 | 集數 | 區域1         | 區域2       | 區域4         | A區              | B區              |
| ---- | ---- | ---- | ------------- | ----------- | ------------- | ---------------- | ---------------- |
|      | 1    | 10   | 2020年2月18日 | 待公布      | 2020年4月29日 | 2020年2月18日    | 待公布           |

## 資料來源
1. ↑  Bruce Haring. . Deadline Hollywood. 2021-02-25  [2021-02-26]. （原始内容存档于2021-03-03） （英语）.
2. ↑  Andreeva, Nellie. . Deadline Hollywood. 2012-12-19  [2018-12-11]. （原始内容存档于2018-10-13） （美国英语）.
3. ↑  Goldberg, Lesley. . 好萊塢報道. 2018-08-22  [2018-12-11]. （原始内容存档于2018-09-23） （美国英语）.
4. ↑  Cornet, Roth. . IGN. 2013-03-07  [2018-12-11]. （原始内容存档于2018-09-23） （美国英语）.
5. 1 2  Steinberg, Brian; Holloway, Daniel. . Variety. 2017-11-02  [2018-12-11]. （原始内容存档于2018-08-06） （美国英语）.
6. ↑  Hayes, Dade; Hipes, Patrick. . Deadline Hollywood. 2017-11-02  [2018-12-11]. （原始内容存档于2018-10-06）.|language=en-US}}
7. ↑  Andreeva, Nellie. . Deadline Hollywood. 2017-11-06  [2018-12-11]. （原始内容存档于2018-08-06） （美国英语）.
8. ↑  Andreeva, Nellie; Patten, Dominic. . Deadline Hollywood. 2018-12-06  [2018-12-11]. （原始内容存档于2018-08-21） （美国英语）.
9. ↑  Ramos, Dino-Ray. . Deadline Hollywood. 2018-09-20  [2018-12-11]. （原始内容存档于2018-09-20） （美国英语）.
10. ↑  Foutch, Haleigh. . Collider. 2018-10-02  [2018-10-08]. （原始内容存档于2018-10-08） （美国英语）.
11. 1 2  Petski, Denise. . Deadline Hollywood. 2018-11-05  [2018-12-11]. （原始内容存档于2018-11-23） （美国英语）.
12. ↑  . The Futon Critic. 2019-04-29  [2019-05-05]. （原始内容存档于2020-11-19） （美国英语）.
13. ↑  Petski, Denise. . Deadline Hollywood. 2018-10-11  [2018-12-11]. （原始内容存档于2018-10-11） （美国英语）.
14. ↑  Haring, Bruce. . Deadline Hollywood. 2018-10-26  [2018-12-11]. （原始内容存档于2018-10-26） （美国英语）.
15. ↑  Petski, Denise. . Deadline Hollywood. 2018-12-03  [2018-12-11]. （原始内容存档于2018-12-04） （美国英语）.
16. ↑  @JacobTremblay.  (推文). 2019-02-21 –Twitter （美国英语）.
17. ↑  Petski, Denise. . Deadline Hollywood. 2018-12-12  [2018-12-19]. （原始内容存档于2018-12-16） （美国英语）.
18. ↑  Petski, Denise. . Deadline Hollywood. 2018-12-13  [2018-12-19]. （原始内容存档于2018-12-14） （美国英语）.
19. ↑  Boucher, Geoff. . Deadline Hollywood. 2019-01-14  [2019-01-14]. （原始内容存档于2019-01-14） （美国英语）.
20. ↑  Petski, Denise. . Deadline Hollywood. 2019-01-28  [2019-01-28]. （原始内容存档于2019-01-29） （美国英语）.
21. ↑  Petski, Denise. . Deadline Hollywood. 2019-02-07  [2019-02-07]. （原始内容存档于2019-02-09） （美国英语）.
22. 1 2  Baysinger, Tim. . TheWrap. 2019-02-21  [2019-02-21]. （原始内容存档于2019-02-22） （美国英语）.
23. ↑  @TheTwilightZone.  (推文). 2019-03-01 –Twitter （美国英语）.
24. ↑  Boucher, Geoff. . Deadline Hollywood. 2019-03-08  [2019-03-08]. （原始内容存档于2019-03-27） （美国英语）.
25. ↑  Pedersen, Erik. . Deadline. 2019-03-19  [2019-03-20]. （原始内容存档于2019-03-20） （美国英语）.
26. ↑  Frederick, Candice. . Polygon. 2019-03-28  [2019-03-29]. （原始内容存档于2019-03-29） （美国英语）.
27. ↑  Ramos, Dino-Ray. . Deadline Hollywood. 2018-10-02  [2018-12-11]. （原始内容存档于2018-10-03） （美国英语）.
28. ↑  Mirchandani, Amar. . 604 Now. 2018-11-29  [2018-12-11]. （原始内容存档于2018-12-02） （美国英语）.
29. 1 2 3  Miller, Shannon. . The A.V. Club. 2020-05-04  [2020-05-04]. （原始内容存档于2020-05-05） （美国英语）.
30. 1 2  Ramos, Dino-Ray. . Deadline Hollywood. 2020-05-11  [2020-05-11]. （原始内容存档于2020-05-11） （美国英语）.
31. ↑  . Rotten Tomatoes.   [2019-04-12]. （原始内容存档于2019-04-05） （美国英语）.
32. ↑  . Metacritic.   [2019-04-12]. （原始内容存档于2019-04-18） （美国英语）.
33. ↑  Petski, Denise. . Deadline Hollywood. 2019-01-30  [2019-01-30]. （原始内容存档于2019-01-31） （美国英语）.
34. ↑  Andreeva, Nellie. . Deadline Hollywood. 2019-02-03  [2019-02-03]. （原始内容存档于2019-02-04） （美国英语）.
35. ↑  .   [2020-06-15] –Amazon （美国英语）.
36. ↑  .   [2020-06-15]. （原始内容存档于2020-06-15） –JB Hi-Fi （美国英语）.
37. ↑  .   [2020-06-15] –Amazon （美国英语）.

## 外部連結
- 互联网电影数据库（IMDb）上《陰陽魔界》的资料（英文）
- 豆瓣电影上《陰陽魔界》的資料 （简体中文）